# Château-Salins
Château-Salins é uma comuna francesa na região administrativa de Grande Leste, no departamento de Mosela. Estende-se por uma área de 10,76 km². Em 2010 a comuna tinha 2 662 habitantes (densidade: 247,4 hab./km²).